# Groupe d'influence
 (décembre 2023).
Si vous disposez d'ouvrages ou d'articles de référence ou si vous connaissez des sites web de qualité traitant du thème abordé ici, merci de compléter l'article en donnant les références utiles à sa vérifiabilité et en les liant à la section « Notes et références ».
Ne doit pas être confondu avec réseau d'influence.
Un groupe d'influence, ou groupe d’intérêt, est une organisation dont le but est d'influencer, directement ou indirectement, officiellement ou officieusement, les décisions politiques ou l'opinion publique pour défendre les intérêts d'un groupe ou certaines valeurs.

## Histoire
- Congrégation de Propaganda Fide, XVIIe siècle
- Né en 1891, Edward Bernays crée les relations publique ou l'art de manipuler l'opinion des peuples.
- La Fabian Society, créée à Londres en 1884, est considéré comme le plus ancien think tank.

## Types
- Les lobbys ou groupes de pression sont des organisations qui veulent la modification d'une règlementation spécifique, dans une direction spécifique, et qui s'adressent directement aux personnalités politiques[1].
- Les groupes de défense d'intérêts (advocacy group en anglais) sont des organisations qui veulent la modification d'une règlementation spécifique, dans une direction spécifique, et qui s'adressent à l'opinion publique en tentant de l'influencer[1].
- Les think tank, ou laboratoires d'idées, des institutions de droit privé, en principe indépendantes des partis, à but non lucratif, regroupant des experts et qui produisent des études et des propositions dans le domaine des politiques publiques.
- Les clubs ou cercles de réflexion, qui réunissent autour d'une personne ou d'un mouvement politique ou social des personnes qui s'intéressent à la vie publique.
- Les organisations non gouvernementales sont des groupes d'influence qui pallient les manquements des états dans leurs domaines d'intervention.
- Les sociétés secrètes sont des groupes d'influence qui fonctionnent dans l'ombre.

## Méthodes/outils
- Plaidoyer (politique)
- Communication d'influence
- Lobby
- Réseau d'influence